# دینان (بلژیک)
شهر دینانت (به فرانسوی: Dinant) در شهرستان دینان در استان نمور در منطقه فدرال والوون در کشور بلژیک واقع شده‌است.
این شهر که کنار رود موز واقع است ۱۳٬۵۲۰ نفر جمعیت دارد.

## نگارخانه

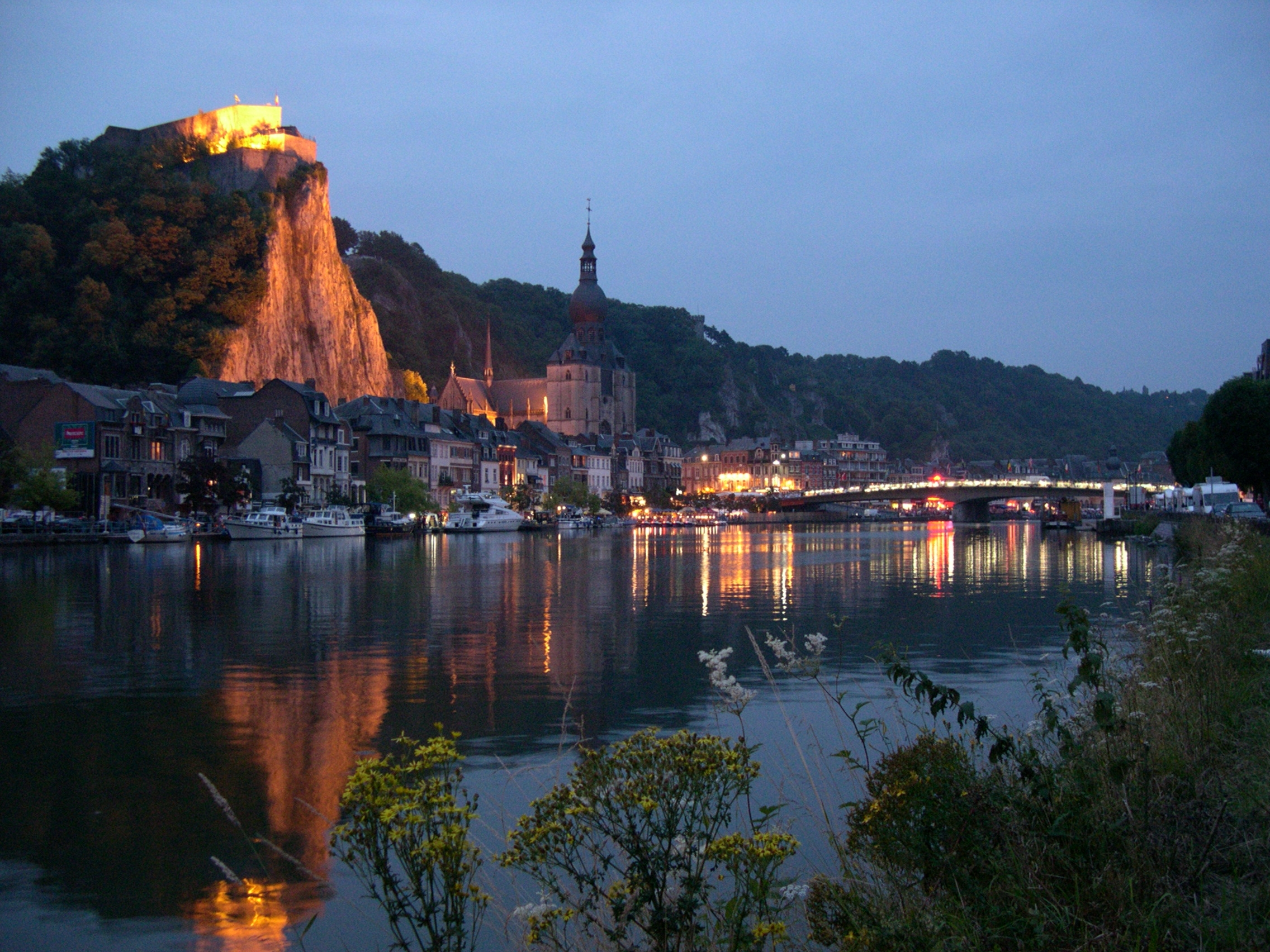
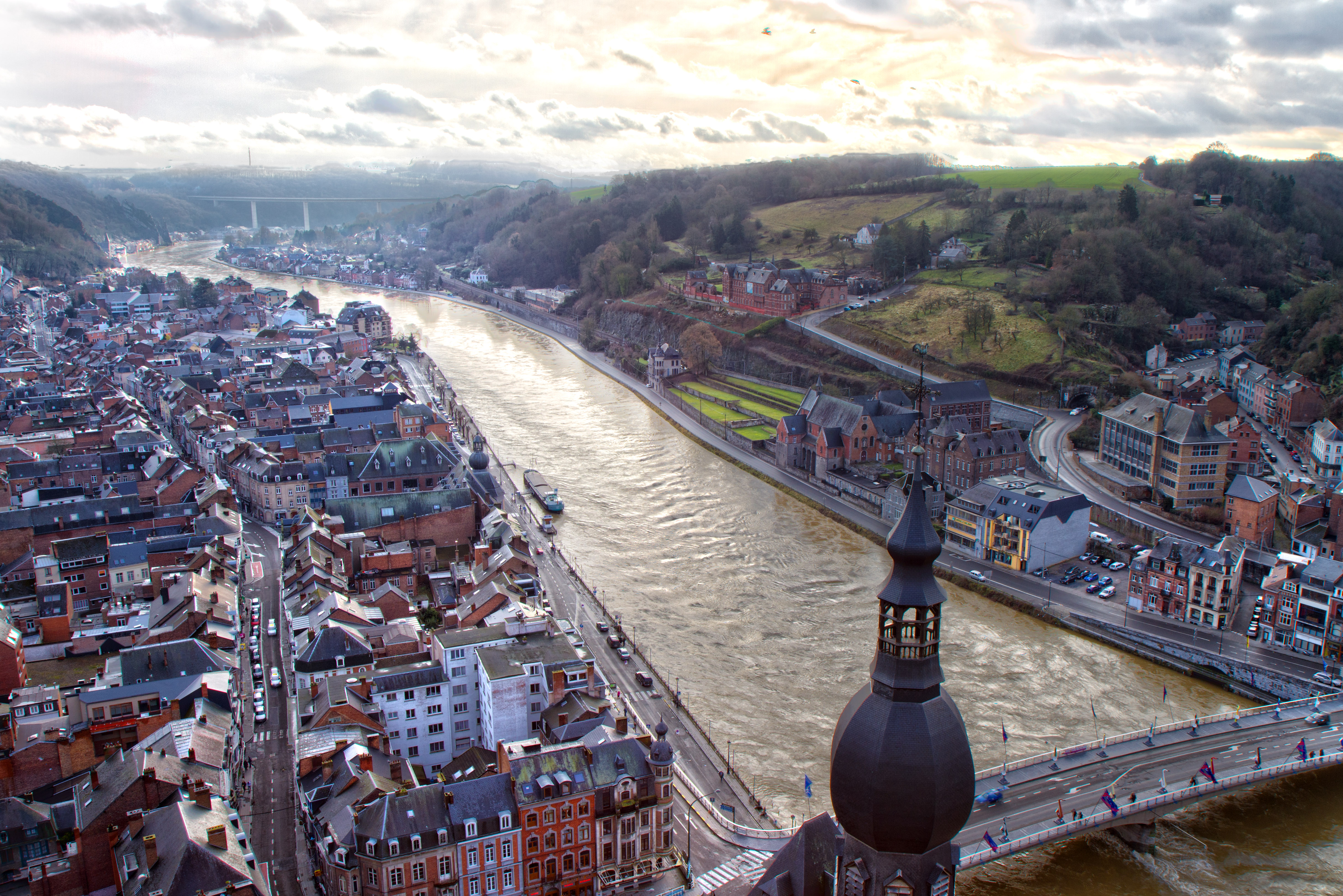
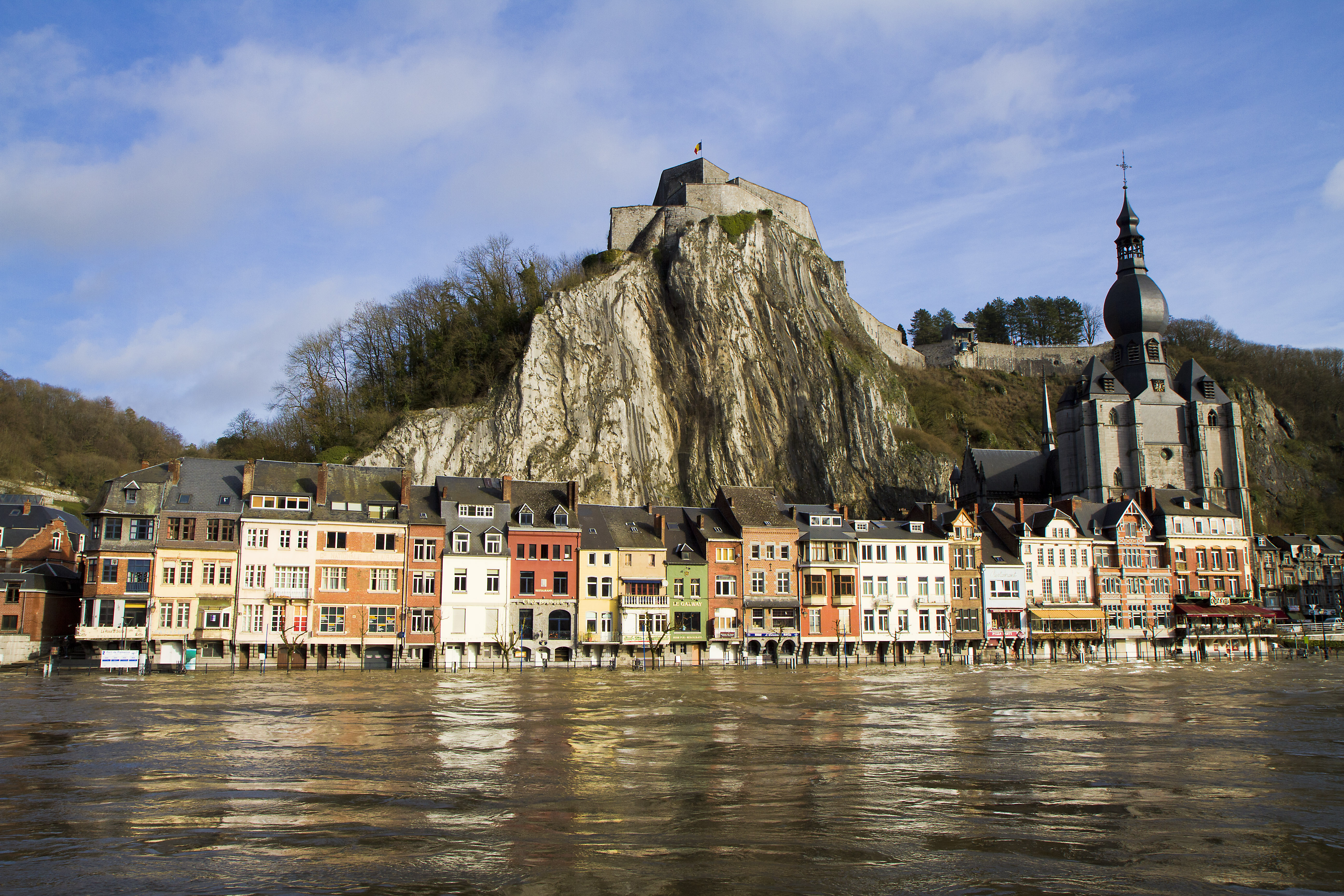